# Bashania
Genre
Bashania est un genre de plantes monocotylédones de la famille des Poaceae, sous-famille des Bambusoideae,  originaire de Chine et du Viêt Nam.
Ce genre regroupe entre 2 et 7 (selon les auteurs) espèces de bambous.

## Liste d'espèces
Selon World Checklist of Selected Plant Families (WCSP) (19 juin 2017) :
- Bashania abietina T.P.Yi & L.Yang (1998)
- Bashania aristata Y.Ren, Yun Li & G.D.Dang (2003)
- Bashania fansipanensis T.Q.Nguyen (1991)
- Bashania fargesii (E.G.Camus) Keng f. & T.P.Yi, J. Nanjing Univ. (1982)
- Bashania qiaojiaensis T.P.Yi & J.Y.Shi (2007)
- Bashania qingchengshanensis Keng f. & T.P.Yi, J. Nanjing Univ. (1982)
- Bashania yongdeensis T.P.Yi & J.Y.Shi (2007)